# شطب
قرية شُطب هي إحدى القرى التابعة لمركز أسيوط في محافظة أسيوط في جمهورية مصر العربية.

## تاريخ القرية
يعود أول ذكر للقرية في النصوص إلى عصر الفترة المصرية الانتقالية الأولى. وخلال عصر المملكة المصرية الوسطى، كانت شُطب قاعدة لواحدة من مقاطعات مصر القديمة الإحدى عشر في صعيد مصر، والتي كانت أيضًا حاضنة معبد الإله خنوم، ويُعتقد أن المقابر الفرعونية التي وُجدت في قرية ريفا المجاورة، كانت تخُصّ هذا المعبد. وقد ذكر محمد رمزي في كتابه «القاموس الجغرافي للبلاد المصرية» أن عالم المصريات الفرنسي هنري جوتييه ذكر القرية في كتابه «قاموس الأسماء الجغرافية في النصوص الهيروغليفية» أن اسمها المصري القديم كان «Chashotep».
ثم تحول اسمها في العصر الروماني إلى «Hypselis»، ثم تحول إلى «Chotp» في العصر القبطي، وصارت مقر إحدى الأسقفيات الفرعية التابعة لأسقفية أنطينوبولس عاصمة مقاطعة طيبة الأولى [الإنجليزية]، كما ذكر إميل أميلينو في كتابه «جغرافية مصر في العصر القبطي» القديس تادرس الشُطبي أحد شهداء الكنيسة المصرية يُنسب إليها.
وقد عرّب المسلمون الاسم عند فتح مصر إلى «شُطب». واحتفظت شُطب بمكانتها في العصر الإسلامي، فصارت قاعدة إحدى الكور الجنوبية في مصر. إلا أن ابن دقماق ذكر في كتابه «الانتصار لواسطة عقد الأمصار» أن القرية الأصلية من الأعمال السيوطية، وأنها احترقت فيما بعد، وبُنيت إلى جوارها قرية جديدة حملت نفس الاسم، وأن مساحتها في زمانه نحو 1,456 فدان.

## السكان
حسب إحصاءات سنة 2006، بلغ إجمالي السكان في شطب 16219 نسمة، منهم 8323 رجل و7896 امرأة.